# Bobolice (gemeente)
De gemeente Bobolice is een stad- en landgemeente in het Poolse woiwodschap West-Pommeren, in powiat Koszaliński.
De gemeente bestaat uit 19 administratieve plaatsen solectwo: Chlebowo, Chmielno, Chociwle, Dargiń, Dobrociechy, Drzewiany, Głodowa, Gozd, Górawino, Jatynia, Kłanino, Krępa, Kurówo, Łozice, Nowe Łozice, Pomorzany, Porost, Świelino en Ubiedrze.
Zetel van de gemeente is in de stad Bobolice.
De gemeente beslaat 22,0% van de totale oppervlakte van de powiat.

## Demografie
De gemeente heeft 15,7% van het aantal inwoners van de powiat.

## Zonder de statussołectwo
Błotko, Boboliczki, Bożniewice, Buszynko Pierwsze, Buszynko Drugie, Cybulino, Darginek, Darżewo, Dworzysko, Dziupla, Glinka, Grotniki, Jadwiżyn, Janówiec, Jatynka, Kępiste, Kępsko, Kije, Kurówko, Lubino, Lubowo, Łozice-Cegielnia, Milczany, Nowosiółki, Opatówek, Ostrówek, Piaszczyte, Pniewki, Przydargiń, Radwanki, Rozwarówko, Różany, Różewko, Rylewo, Sarnowo, Spokojne, Stare Borne, Stare Łozice, Trzebień, Ujazd, Więcemierz, Wilczogóra, Wojęcino, Wojsławice, Zaręby, Zieleniewo.

## Aangrenzende gemeenten
- Manowo, Polanów en Świeszyno (powiat Koszaliński)
- Tychowo (powiat Białogardzki)
- Biały Bór, Grzmiąca en Szczecinek (powiat Szczecinecki)